# Astragalus horridus
Astragalus horridus är en ärtväxtart som beskrevs av Pierre Edmond Boissier. Astragalus horridus ingår i släktet vedlar, och familjen ärtväxter. Inga underarter finns listade i Catalogue of Life.